# Leskea filaria
Leskea filaria là một loài Rêu trong họ Leskeaceae. Loài này được Broth. ex Iisiba mô tả khoa học đầu tiên năm 1929.